# Teston

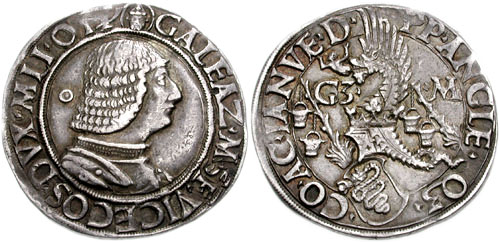
Teston Galeazzo Marii Sforzy

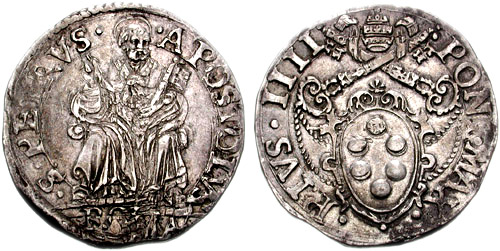
Teston papieża Piusa IV

Teston (od. wł. testa – głowa) – srebrna moneta włoska, później też francuska, wprowadzona w 1474 r.przez księcia mediolańskiego Galeazzo Marię Sforzę na wzór niemieckiej liry z 1472 r., zawierająca 9,8 grama czystego kruszcu. Na awersie testona umieszczono starannie zaprojektowane popiersie.
W krótkim czasie po wprowadzeniu w Mediolanie teston został przejęty przez innych emitentów włoskich – Mantuę (Ludwika III Gonzagę) oraz Ferrarę (Borsa d'Este).
Ze względu na pozytywne przyjęcie testona w obrocie handlowym jego obieg rozprzestrzenił się na kraje sąsiednie: Szwajcarię i Niemcy (gdzie nazywano ją dickenem) oraz na Francję, gdzie ok. 1514 r. wprowadził go do obiegu Ludwik XII. Francuska wersja w momencie wprowadzenia była „najgrubszą” monetą srebrną, zawierającą 9,003 grama czystego kruszcu, równowartą 10 soli. Po 1541 r. francuski teston zawierał mniejszą ilość czystego srebra (8,584 grama). W 1576 r. testona zastąpiono we Francji frankiem.
Teston został przeniesiony do mennictwa lotaryńskiego przez księcia Antoniego jako równowartość 8 groszy. Lotaryńska wersja początkowo zawierała 8,85 grama fajnu.
Testony przyczyniły się do upowszechnienia w europejskim mennictwie początku XVI w. renesansowych portretów.
Międzynarodowe znaczenie testona zostało zredukowane po wprowadzeniu do obrotu talarów.